# 나옹선사 부도 및 석등
나옹선사 부도 및 석등(儺翁禪師 浮屠 및 石燈)은 대한민국 경기도 양주시 회암동에 있는 고려시대의 승탑 및 석등이다. 1974년 9월 26일 경기도의 유형문화재 제50호로 지정되었다.

## 개요
회암사 경내의 지공선사 부도 위쪽에 있는 나옹선사의 부도와 석등이다. 나옹선사는 고려 후기의 승려로 본명은 혜근이다. 오대산 상두암에 머물렀고, 공민왕에게 설법을 하였다. 회암사의 주지가 된 후 절을 중창하였고, 우왕 2년(1376)에 입적하였다.
부도는 승려의 무덤을 상징하여 그 유골이나 사리를 모시는 곳으로, 이 부도는 나옹선사의 사리를 모시고 있다. 8각을 기본형으로, 기단(基壇) 위에 탑신(塔身)을 올리고 머리장식을 얹은 모습이다. 3단을 이루는 기단의 가운데받침돌은 배가 불룩한 북모양을 하고 있다. 둥근 탑신의 몸돌은 아무런 조각없이 간결하다. 지붕돌은 경사가 완만하며, 네 귀퉁이에서 살짝 치켜 올려갔다. 지붕돌 위로는 하나의 돌로 조각한 머리장식이 놓여 있다.
석등은 4각을 기본형으로, 3단의 받침 위로 불을 밝히는 화사석(火舍石)을 올린 후 지붕돌과 머리장식을 얹은 모습이다. 화사석은 앞 ·뒷면에 창을 내었다. 지붕돌은 낙수면의 경사가 느리고, 처마는 느린 곡선을 그리다 네 귀퉁이에서 위로 치켜 올라갔다. 꼭대기에는 연꽃무늬가 새겨진 받침 위로 복발(覆鉢:엎어놓은 그릇모양 장식), 보주(寶珠:연꽃봉오리모양의 장식)가 놓여 머리장식을 하고있다.

## 참고 자료
- 나옹선사 부도 및 석등 - 국가유산청 국가유산포털